# Élection présidentielle islandaise de 2024
L'élection présidentielle islandaise de 2024 a lieu le 1er juin 2024 afin d'élire le président de l'Islande.
Bien qu'éligible, le président sortant Guðni Th. Jóhannesson n'est pas candidat à sa réélection, ce qui donne lieu à un scrutin très ouvert avec pas moins de douze candidats en lice, un record dans le pays.
Le scrutin est remporté par l'indépendante Halla Tómasdóttir, qui devient la seconde femme à être élue à la présidence islandaise.

## Contexte

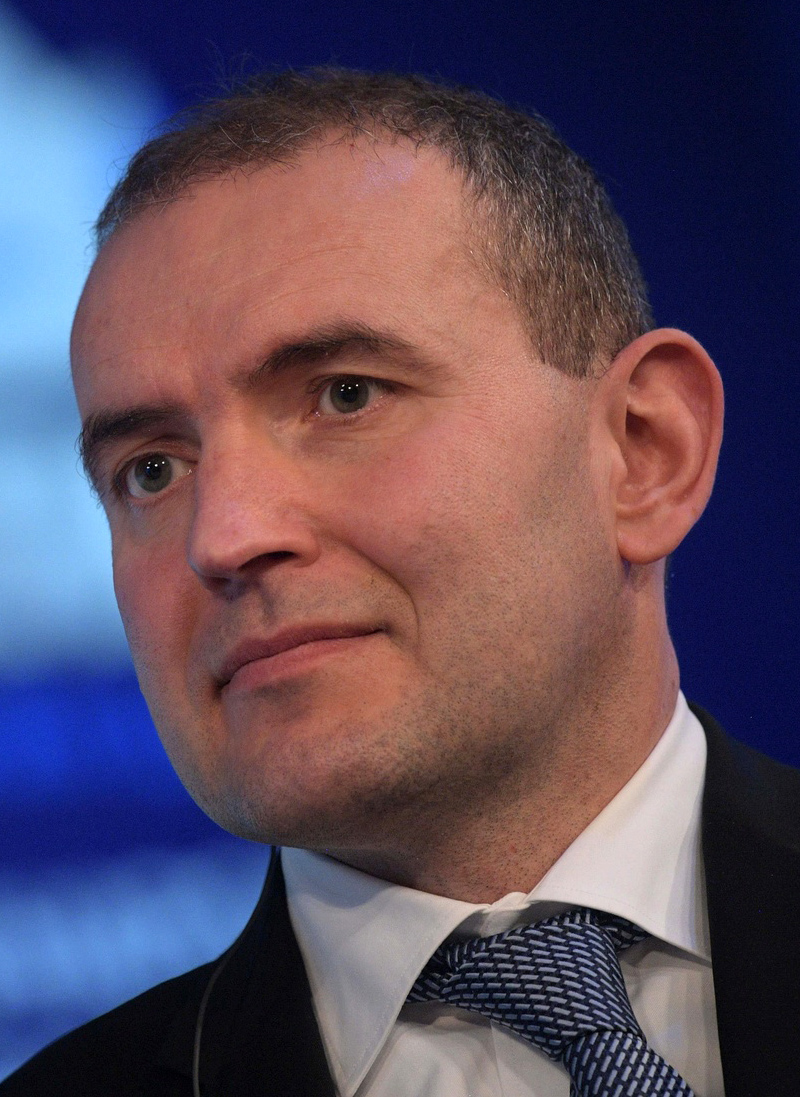
Guðni Th. Jóhannesson

Historien de profession, sans appartenance politique, Guðni Th. Jóhannesson est élu en 2016 avec 38 % des voix face à huit autres candidats, ce qui constitue déjà à l'époque un record en termes de nombre de candidatures à une élection présidentielle islandaise. Âgé de 48 ans, il devient par ailleurs le plus jeune président de l'histoire du pays,. Bien que la fonction présidentielle soit essentiellement honorifique dans le cadre d'un régime parlementaire, il soutient les tentatives de référendum d'initiative citoyenne et d'adoption d'une nouvelle constitution issue de l'Assemblée constituante de 2011. Ces dernières restent cependant sans succès,
Bénéficiant d'un image d'homme proche du peuple, vivant simplement, Jóhannesson voit sa cote de popularité avoisiner les 80 % tout au long de son mandat. Un seul candidat tente ainsi de l'affronter lors de l'élection présidentielle de 2020, dont l'organisation est étalée sur un peu plus d'un mois afin de limiter la présence simultanée des électeurs dans les bureaux de vote, dans le contexte de la pandémie de Covid-19. Jóhannesson l'emporte « triomphalement » avec 92 % des voix. Il annonce cependant dès son discours de victoire son intention de ne pas briguer un troisième mandat, bien que la Constitution de 1944 le lui permette, le président islandais n'étant pas soumis à une limitation du nombre de ses mandats,.
Au cours de son discours présidentiel du 1er janvier 2024, Guðni Th. Jóhannesson réitère officiellement son intention de ne pas se représenter en 2024 pour un troisième mandat,. Cette décision conduit à un scrutin présidentiel très ouvert avec une multiplication des candidatures, un record de douze candidats se trouvant finalement en lice.
Au pouvoir depuis les élections législatives de 2017 puis reconduite par celles de 2021, la Première ministre et dirigeante du Mouvement des verts et de gauche (VG) Katrín Jakobsdóttir annonce notamment sa candidature le 5 avril 2024. Elle démissionne le jour même de son poste de Première ministre afin de se consacrer à la campagne en toute indépendance. Si le VG est alors en berne dans les sondages, Katrín Jakobsdóttir bénéficie quant à elle d'une forte popularité du fait de sa gestion des éruptions répétées du volcan Fagradalsfjall de 2021 à 2023, qui entrainent l'évacuation de la ville de Grindavík,.

## Mode de scrutin
Le président de l'Islande est élu pour quatre ans au scrutin uninominal majoritaire à un tour, sans limitation du nombre de mandats. Les candidats doivent être âgés d'au moins 35 ans, déclarer leur intention de participer à l'élection au plus tard cinq semaines avant le jour du scrutin et être soutenus par au moins 1 500 électeurs. La passation de pouvoir entre le président sortant et celui élu a toujours lieu le 1er août, conformément à l'article 6 de la constitution islandaise.

## Candidats
Les candidats à la présidentielle ont jusqu'au 26 avril pour remettre les 1 500 signatures d'électeurs nécessaires pour déposer leur candidature. Le 29 avril, la commission électorale nationale annonce la liste des candidats retenus, dont le nombre est alors de onze. Écartée dans un premier temps, la candidature de Viktor Traustason est finalement confirmée le 2 mai suivant.
- Arnar Þór Jónsson (en), 53 ans, ancien député du Parti de l'indépendance (2021-2024) ;
- Ásdís Rán Gunnarsdóttir (en), 44 ans, modèle, entrepreneuse et productrice de télévision ;
- Ástþór Magnússon (en), 70 ans, homme d'affaires et activiste pacifiste, déjà candidat en 1996, 2004, 2012 et 2016[14] ;
- Baldur Þórhallsson (en), 56 ans, politologue, ancien député pour l'Alliance social-démocrate (2009-2013) ;
- Eiríkur Ingi Jóhannsson, 46 ans, marin, survivant d'un accident maritime en 2012[15] ;
- Halla Hrund Logadóttir (en), 43 ans, directrice des affaires énergétiques à l'Agence islandaise de l'énergie ;
- Halla Tómasdóttir, 55 ans, femme d'affaires, déjà candidate en 2016 ;
- Helga Þórisdóttir, 55 ans, avocate et juriste ;
- Jón Gnarr, 57 ans, acteur et humoriste, ancien maire de Reykjavik (2010-2014) ;
- Katrín Jakobsdóttir, 48 ans, ancienne Première ministre (2017-2024) ;
- Steinunn Ólína Þorsteinsdóttir (en), 54 ans, actrice ;
- Viktor Traustason, 35 ans, économiste[13].

## Campagne
Les débats portent principalement sur la position de l'Islande dans l'OTAN, l'aide militaire à l'Ukraine dans le contexte de son invasion par la Russie, la possibilité d'une vente de la société publique d'énergie Landsvirkjun ainsi que l'utilisation du droit de veto par la présidence. La capacité de Katrín Jakobsdóttir à rester impartiale en tant que Première ministre sortante est également remise en cause, ce à quoi cette dernière déclare être en mesure de « s'élever au-dessus de la politique des partis ». Halla Tómasdóttir se démarque lors de la campagne en faisant au contraire campagne sur sa capacité en tant qu'indépendante à se positionner en dessus des partis, ainsi qu'en abordant des sujets variés tels que le développement du tourisme, l'effet des réseaux sociaux sur les jeunes, ainsi que le rôle de l'intelligence artificielle.

## Sondages

Diagramme lissé des sondages

## Résultats
| Candidats                | Candidats                      | Partis                   | Voix    | %     |
| ------------------------ | ------------------------------ | ------------------------ | ------- | ----- |
|                          | Halla Tómasdóttir              | Indépendante             | 73 182  | 34,15 |
|                          | Katrín Jakobsdóttir            | VG                       | 53 980  | 25,19 |
|                          | Halla Hrund Logadóttir         | Indépendante             | 33 601  | 15,68 |
|                          | Jón Gnarr                      | S                        | 21 634  | 10,09 |
|                          | Baldur Þórhallsson             | Indépendant              | 18 030  | 8,41  |
|                          | Arnar Þór Jónsson              | D                        | 10 881  | 5,08  |
|                          | Steinunn Ólína Þorsteinsdóttir | Indépendante             | 1 383   | 0,65  |
|                          | Ástþór Magnússon               | Indépendant              | 465     | 0,22  |
|                          | Ásdís Rán Gunnarsdóttir        | Indépendante             | 394     | 0,18  |
|                          | Viktor Traustason              | Indépendant              | 392     | 0,18  |
|                          | Helga Þórisdóttir              | Indépendant              | 275     | 0,13  |
|                          | Eiríkur Ingi Jóhannsson        | Indépendant              | 101     | 0,05  |
|                          |                                |                          |         |       |
| Votes valides            | Votes valides                  | Votes valides            | 214 318 | 99,39 |
| Votes nuls               | Votes nuls                     | Votes nuls               | 514     | 0,24  |
| Votes blancs             | Votes blancs                   | Votes blancs             | 803     | 0,37  |
| Total                    | Total                          | Total                    | 215 635 | 100   |
| Abstention               | Abstention                     | Abstention               | 51 300  | 19,22 |
| Inscrits / participation | Inscrits / participation       | Inscrits / participation | 266 935 | 80,78 |

## Analyse
Candidate malheureuse lors de l'élection présidentielle de 2016, l'indépendante Halla Tómasdóttir est élue en battant l'ancienne Première ministre Katrín Jakobsdóttir, qui reconnaît sa défaite le jour même et félicite la nouvelle élue.
Son investiture a lieu le 1er août 2024. C'est la seconde fois qu'une femme devient présidente du pays après Vigdís Finnbogadóttir, élue en 1980.